# Filipp Jewgenjewitsch Schulman
Filipp Jewgenjewitsch Schulman (russisch Фили́пп Евге́ньевич Шу́льман, wiss. Transliteration Filipp Evgen’evič Šul’man; * 6. Oktober 1980 in Ufa, Russische SFSR) ist ein russischer Biathlet.
Filipp Schulman debütierte auf internationaler Ebene bei den Europameisterschaften 2000 in Zakopane. Hier gewann er hinter Nikolai Kruglow Silber. Im selben Jahr nahm er auch, ohne unter die besten 10 zu kommen, an den Juniorenweltmeisterschaften in Hochfilzen teil. Ein neuer Auftritt auf internationaler Ebene war die Teilnahme bei den Europameisterschaften 2002 in Kontiolahti, wo er Vierter im Einzel und mit der Staffel wurde. Beim Saisonfinale 2002/03 in Östersund wurde Schulman erstmals im Weltcup eingesetzt und wurde 18. im Einzel und im Sprint. Bei den Europameisterschaften 2003 in Forni Avoltri gewann er Silber mit der Staffel.
In Ruhpolding erreichte Schulman in der Saison 2003/04 als Sechster in einem Verfolgungsrennen erstmals eine Platzierung unter den besten 10. Seine beste Karrierephase hatte der Sportler bei den Biathlon-Weltmeisterschaften 2004 in Oberhof. Mit dem vierten Platz im Sprint feierte er nicht nur sein bestes Weltmeisterschaftsergebnis, sondern auch seine beste Weltcupplatzierung und verpasste eine Medaille nur knapp. Zudem wurde er mit der russischen Staffel Fünfter. Im Gesamtweltcup wurde er am Ende 27. Ein zweites Mal nahm er an Biathlon-Weltmeisterschaften 2007 in Antholz teil, wo er im Einzel eingesetzt wurde (33.).
Schulman betreibt auch Sommerbiathlon. 2006 nahm er in Ufa an den Weltmeisterschaften teil und wurde Vierter in der Verfolgung.

## Biathlon-Weltcup-Platzierungen
Die Tabelle zeigt alle Platzierungen (je nach Austragungsjahr einschließlich Olympische Spiele und Weltmeisterschaften).
- 1.–3. Platz: Anzahl der Podiumsplatzierungen
- Top 10: Anzahl der Platzierungen unter den ersten zehn (einschließlich Podium)
- Punkteränge: Anzahl der Platzierungen innerhalb der Punkteränge (einschließlich Podium und Top 10)
- Starts: Anzahl gelaufener Rennen in der jeweiligen Disziplin

| Platzierung                      | Einzel | Sprint | Verfolgung | Massenstart | Staffel | Gesamt |
| -------------------------------- | ------ | ------ | ---------- | ----------- | ------- | ------ |
| 1. Platz                         |        |        |            |             |         |        |
| 2. Platz                         |        |        |            |             | 1       | 1      |
| 3. Platz                         |        |        |            |             | 2       | 2      |
| Top 10                           | 1      | 1      | 1          | 2           | 4       | 9      |
| Punkteränge                      | 4      | 7      | 11         | 4           | 4       | 30     |
| Starts                           | 9      | 23     | 15         | 4           | 4       | 55     |
| Stand: nach der Saison 2009/2010 |        |        |            |             |         |        |